# Neotropius atherinoides
Neotropius atherinoides és una espècie de peix pertanyent a la família dels esquilbèids.

## Descripció
- Pot arribar a fer 15 cm de llargària màxima.[5][6]

## Reproducció
És ovípar i els ous no són protegits pels progenitors.

## Hàbitat
És un peix d'aigua dolça i salabrosa, amfídrom, demersal i de clima tropical.

## Distribució geogràfica
Es troba a Àsia: el Pakistan, l'Índia, Bangladesh, el Nepal i Myanmar.

## Observacions
És inofensiu per als humans i ben apreciat pels afeccionats a l'aquariofília pel seu color brillant i petita grandària.